# Patrik Muff
Patrik Muff (* 26. November 1962 in Hochdorf, Schweiz) ist ein in München ansässiger Künstler und Schmuckdesigner.

## Leben und Werk
Patrik Muff ist der Sohn von Kunsthandwerkern. In den Jahren 1978–1980 absolvierte er eine Goldschmiedelehre bei Daniel Keller sowie Fa. Rotter in der Schweiz und arbeitete seit 1982 einige Zeit als Juwelengoldschmied in Zug.
Als Meisterschüler studierte er freie Kunst an der TH Köln bei Peter Skubic und machte 1991 seinen Abschluss. Er gründete 1989 die Galerie „Der vierte König“ in Köln zusammen mit Marie von Chamier und Klaus Arck. Gleichzeitig war er Mitbetreiber der Künstlerkneipe „Königswasser“, in der sich regelmäßig die Künstlergruppe „Mülheimer Freiheit“ traf.
Seit 1998 lebt und arbeitet Muff in München, wo er eine eigene Werkstatt und Schmuckgalerie führt, die 2014 eröffnet wurde.  Im Jahr 2000 gründete er das Accessoire-Label „Sarah & Patrik Design“. Seine Kreationen symbolisieren teilweise Themen wie Glaube, Liebe und Hoffnung,  es finden sich aber auch Einflüsse aus fremden Kulturen und Ethnien sowie anderen Kunstepochen mit Bildern aus Flora und Fauna.
Als Designer realisierte Muff Projekte mit Künstlern wie Jenny Holzer und kollaborierte mit Firmen wie Birkenstock für die Gestaltung von Schuhschließen oder der Porzellanmanufaktur Nymphenburg, für die er über fünf Jahre Porzellan-Schmuckkollektionen entwickelte.
Zu seinen Lehrtätigkeiten zählt die Assistenz von Johanna Dahm an der Hochschule Pforzheim in den Jahren von 1993 bis 2005 sowie an der Sommerakademie Salzburg 2000 bis 2006. Im Jahr 2013 hatte er eine Einzelausstellung in der Galerie Huit in Hongkong. Für die internationale Schmuckmesse Inhorgenta europe entwarf er 2017 den Inhorgenta Award in Form eines Diamantskeletts, der jedes Jahr im Rahmen der Messe verliehen wird. Seit 2019 ist er Teil der Jury des Inhorgenta Award.
Bekanntheit erlangte auch seine Kunstreihe „Bugs“, für die er alte Gemäldeportraits mit Käfern übermalt.

## Auszeichnungen
1995: Preisträger des Eidgenössischen Wettbewerbs für Gestaltung